# Pedestal (heráldica)
Em heráldica, um pedestal é um plano colocado sob o escudo, frequentemente rochas, um monte gramíneo (mount vert), ou algum tipo de paisagem em que os suportes são retratados em pé.  Cautela deve ser tomada para distinguir pedestais verdadeiros dos itens sobre os quais os suportes estão descansando um mais pés, ou, algumas vezes, meros distintivos heráldicos ou pura decoração sob o escudo, e, inversamente, cuidado deve também ser tomado em muitos casos incomuns como no brasão de armas de Belize, em que deve ser considerado um timbre, a árvore mogno subindo sobre o escudo, é realmente parte do pedestal.  Algumas vezes é dito representar a terra mantida pelo portador. Como uma parte oficial do brasonamento ela é um aspecto relativamente recente da heráldica, frequentemente derivado da necessidade de ter suportes diferentes para famílias diferentes ou entidades, embora algumas vezes o pedestal é tratado no brasonamento separadamente dos suportes.

## Fundo
Se o pedestal é mencionado no brasonamento ele forma parte da concessão e é uma parte integral das armas, por exemplo, o atual brasão real de armas do Reino Unido é exigido ter um pedestal com emblemas de plantas. Se nenhum pedestal é especificado no brasonamento então desenhar-se-á um no critério do artista. As armas atuais da Comunidade da Austrália são frequentemente retratadas em um pedestal de grinalda de acácia, a flor nacional. Poderia ser aceitável omitir a acácia ou substituir algo mais como ele não forma parte da concessão.
O floreio decorativo que foi frequentemente trocado por artistas heráldicos sob os pés ou patas dos suportes, principalmente no século XIX, foi depreciativamente conhecido por alguns como o "gas bracket" embora este termo nunca teve circulação oficial; o único caso em que algo similar foi alguma vez mencionado atualmente no brasonamento foi o "arabesco" vert no qual os suportes de acácia de Zaanstad, Holanda do Norte, nos Países Baixos, se equilibram.  O pedestal do brasão de armas do Michigan é similar.
Um único caso em que os suportes ficam no pergaminho do lema é nas armas de Nova Jersey.
Geralmente, quando as armas são aumentadas pelos suportes, um pedestal será adicionado também.  Em raros casos, um pedestal poderia ser concedido como um aumento.  Um pedestal sem sem suportes é possível, mas praticamente desconhecido, com exceção do brasão de armas da Austrália Meridional.
Um pedestal é geralmente algum tipo de paisagem (no caso dos chefes escoceses, ele é geralmente um "mount vert" - monte gramíneo coberto com a flor do clã) ou paisagem marinha, e isso pode ser bastante elaborado, particularmente nas mais recentes concessões canadenses, como no pedestal da University of Northern British Columbia, em que um urso de Kermode fêmea e um caribu da floresta boreal enfeitam de pé em uma floresta, picos de montanha e ramos de trigo, todos subindo da representação heráldica convencionalizada da água, que é carregada com um orca, como desenhado por Ron Sebastian.  Pedestais podem ter uma peça específica de geografia; o pedestal do Quênia é o Monte Quênia e o pedestal de Arbeláez, Cundinamarca, na Colômbia é um globo).  Contudo, há alguns pedestais incomuns.  O pedestal da Association of Universities and Colleges of Canada é um quadrilátero.  As armas do antigo Cumberland County Council possuíam uma parede como pedestal, enquanto a Academia Canadense de Engenharia possui uma ponte abrangendo água.  O chefe do Clã Donnachaidh tem um homem em correntes como um pedestal, enquanto que dos Dundas do mesmo é "uma salamandra em chamas de fogo". As armas de Gisborne, na Nova Zelândia, contém outro pedestal único, um waka (canoa) Māori.

## Exemplos

Um pedestal de paisagem marinha no antigo brasão de armas de Malta.
Um pedestal de mount vert no brasão de armas de Ana, Princesa Real do Reino Unido.
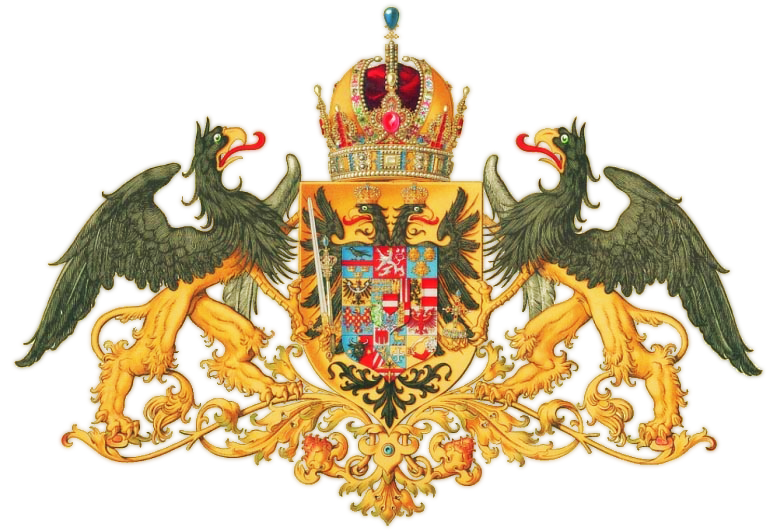
Um pedestal vegetal (ramos) em uma representação de 1915 do brasão de armas da Áustria.
Um pedestal de terraço na versão média do brasão de armas do Império Alemão até 1918.
Um pedestal de nuvem no brasão de armas do Reino da França.
Um pedestal de basalto colunar no brasão de armas da Islândia.